# Zeha Schuhfabrik Hohenleuben
Die Zeha Schuhfabrik Hohenleuben war ein deutscher Schuhhersteller. Das Unternehmen wurde 1897 von Carl Häßner in Weida in Thüringen als Leder-Manufaktur für Damen- und Herrenschuhe gegründet. Nach dem Zweiten Weltkrieg spezialisierte es sich in der DDR auf die Produktion von Sportschuhen. Nach der deutschen Wiedervereinigung stellte es 1992 den Betrieb ein.

## Geschichte

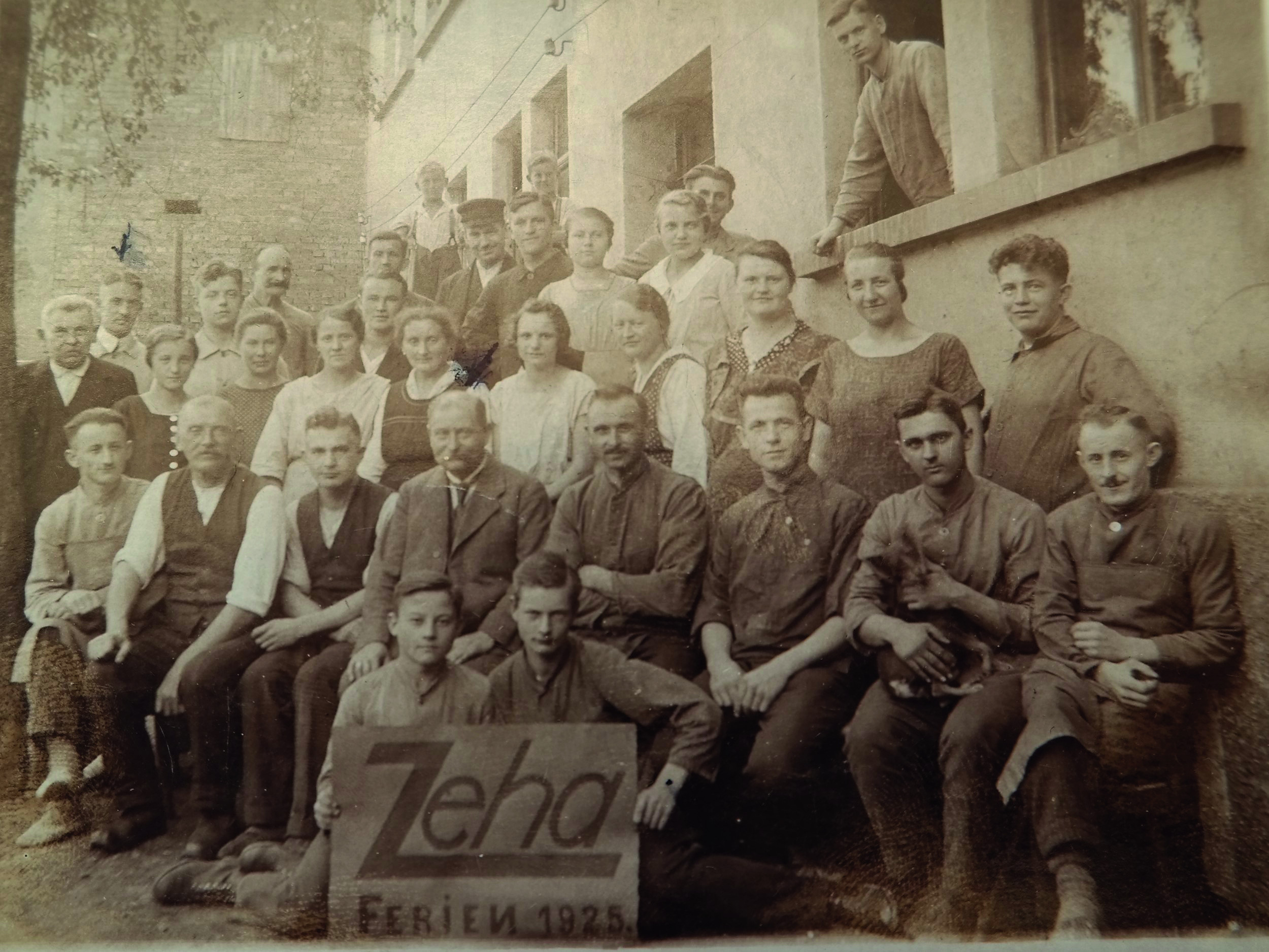
Belegschaft der Zeha-Schuhfabrik mit dem Markenzeichen 1925

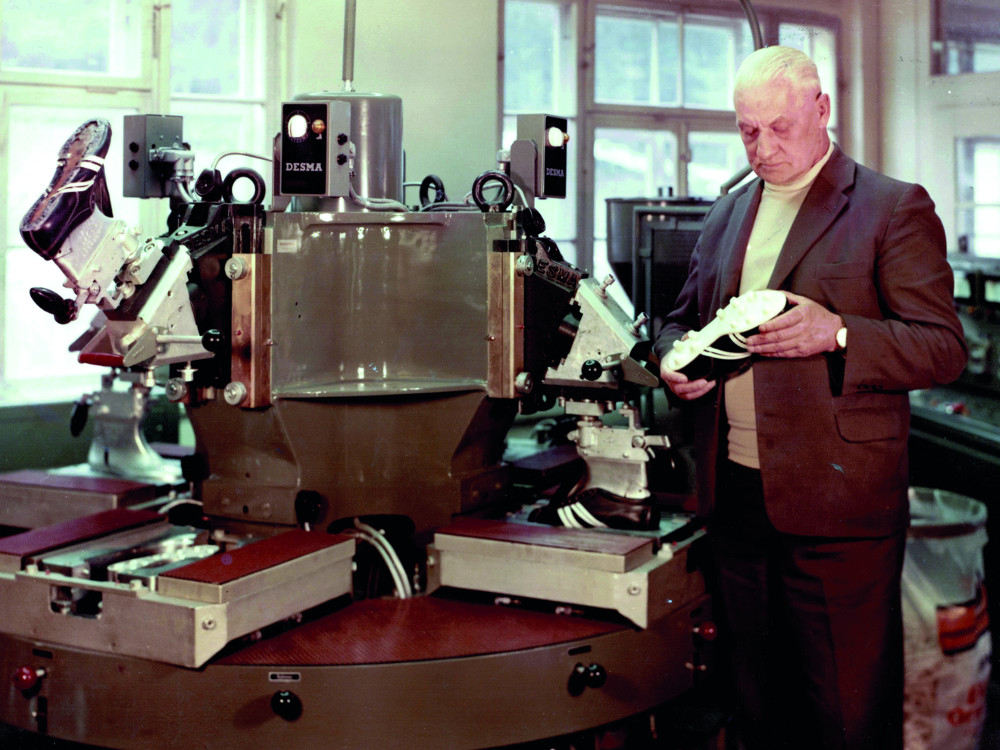
Gründer Carl Häßner (1950)

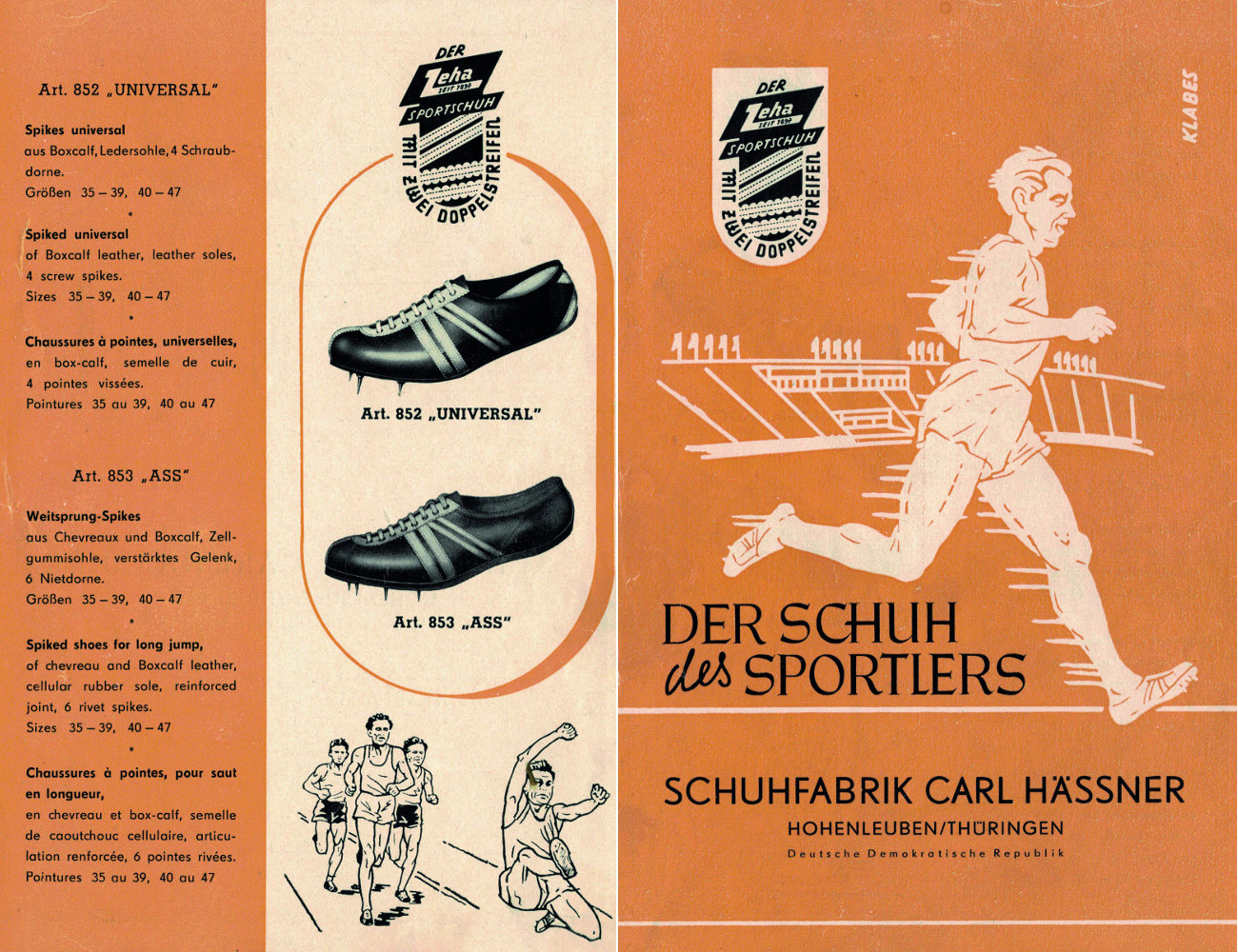
Zeha-Schuhkatalog (1960)

Der Name Zeha geht auf Carl Häßners ausgesprochene Initialen „ze“ und „ha“ zurück.
Mit dem Ende des Zweiten Weltkriegs wurde die Fabrik vorübergehend geschlossen. Bald darauf nahm Carl Häßner junior im benachbarten Hohenleuben den Betrieb mit der Produktion eines Fußballschuhs wieder auf. Darauf aufbauend entwickelte er in Zusammenarbeit mit den Sportzentren Spezialsportschuhe für zahlreiche Sportarten.
Im Jahr 1960 wurde Zeha offizieller Ausstatter der DDR-Olympiamannschaft, 1962 der Nationalmannschaft der UdSSR bei der Fußball-Weltmeisterschaft in Chile; im Jahr 1964 erhielt auch die CSSR-Fußballmannschaft Zeha-Schuhe. Anlässlich der Leipziger Messe 1965 wurde Zeha mit einer Goldmedaille für außergewöhnliche Leistungen im Sportschuhbereich prämiert.
1972 wurde Häßners Firma voll verstaatlicht, also in Volkseigentum überführt. Ab 1979 war der Betrieb Teil des Kombinats Schuhe Weißenfels. Dem neuen VEB Spezialsportschuh Hohenleuben gelang es nach DDR-weiter Verbreitung Ende der 1970er Jahre, auch auf dem schwedischen Markt Fuß zu fassen.
Nach dem Fall der Mauer 1989 wurde aus dem VEB die Zeha Schuhfabrik Hohenleuben GmbH. 1990 übernahm die Treuhandanstalt das Unternehmen. Bereits Anfang 1992 wurde die Produktion eingestellt.

## Markenrechte
Markenzeichen der Schuhe waren zwei Doppelstreifen, die in einem Winkel zueinander angeordnet waren und 1954 sowohl in der DDR wie auch in der westdeutschen Bundesrepublik als Warenzeichen eingetragen wurden. Mit der Liquidation des Unternehmens wurden die Markenrechte verkauft und 2002 vom neugegründeten Unternehmen Zeha Berlin erworben.